# استیو کرول
استیو کرول (انگلیسی: Steve Kroll؛ زادهٔ ۷ مهٔ ۱۹۹۷) بازیکن فوتبال اهل آلمان است.
از باشگاه‌هایی که در آن بازی کرده‌است می‌توان به باشگاه فوتبال یونیون برلین اشاره کرد.